# José González Barrantes
José González Barrantes (Villanueva de la Serena, Badajoz, 9 de junio de 1982), más conocido como Gus, es un exfutbolista y entrenador de fútbol español. Actualmente se encuentra sin equipo tras ser destituido del Club de Fútbol Villanovense de la Segunda Federación.

## Trayectoria
Nacido en Villanueva de la Serena, Badajoz, Gus jugaba en la posición de defensa y se formó como jugador en el Club de Fútbol Villanovense con el que jugaría en la Segunda División B de España en la temporada 2003-04. Más tarde, jugaría en equipos de la Tercera División extremeña como el Club Deportivo Castuera, Club Deportivo Santa Amalia y Club Polideportivo Valdivia, donde colgaría las botas en 2017.
Tras retirarse como jugador, comenzaría su trayectoria en los banquillos trabajando en las categorías inferiores del Club de Fútbol Villanovense.
En la temporada 2021-22, se hace cargo del Juvenil de División de Honor de la Unión Deportiva La Cruz Villanovense, dejando al equipo en la quinta posición de liga.
El 30 de junio de 2022, firma como segundo entrenador del Club de Fútbol Villanovense de la Segunda Federación.
El 22 de diciembre de 2022, tras la marcha de Manolo Cano al Atlético de Madrid Femenino, Gus se convierte en entrenador del Club de Fútbol Villanovense de la Segunda Federación.En octubre de 2024, después de acumular una serie de malos resultados que dejaba al equipo en descenso, Gus es cesado como entrenador del C. F. Villanovense.

## Clubes

### Como entrenador
| Club                                              | País   | Año       |
| ------------------------------------------------- | ------ | --------- |
| C. D. Castuera                                    | España | 2017-2019 |
| Unión Deportiva La Cruz Villanovense (Juvenil DH) | España | 2021-2022 |
| Club de Fútbol Villanovense (2º entrenador)       | España | 2022      |
| Club de Fútbol Villanovense                       | España | 2023-2024 |